# 龙伏乡
龙伏乡，是中华人民共和国四川省南充市营山县曾经下辖的一个乡。2019年10月，撤销龙伏乡，将其所属行政区域划归木垭镇管辖。

## 行政区划
龙伏乡撤销前下辖以下地区：
新寨村、建设村、柏垭村、龙奔村、金龙村、耳岩村、梅乐村、平定村、库湾村和新村村。